# Xã Van Buren, Quận Shelby, Ohio
Xã Van Buren (tiếng Anh: Van Buren Township) là một xã thuộc quận Shelby, tiểu bang Ohio, Hoa Kỳ. Năm 2010, dân số của xã này là 2.077 người.